# Лабастид-Савес
Лабасти́д-Саве́с (фр. Labastide-Savès) — коммуна во Франции, находится в регионе Юг — Пиренеи. Департамент — Жер. Входит в состав кантона Саматан. Округ коммуны — Ош.
Код INSEE коммуны — 32171.

## География

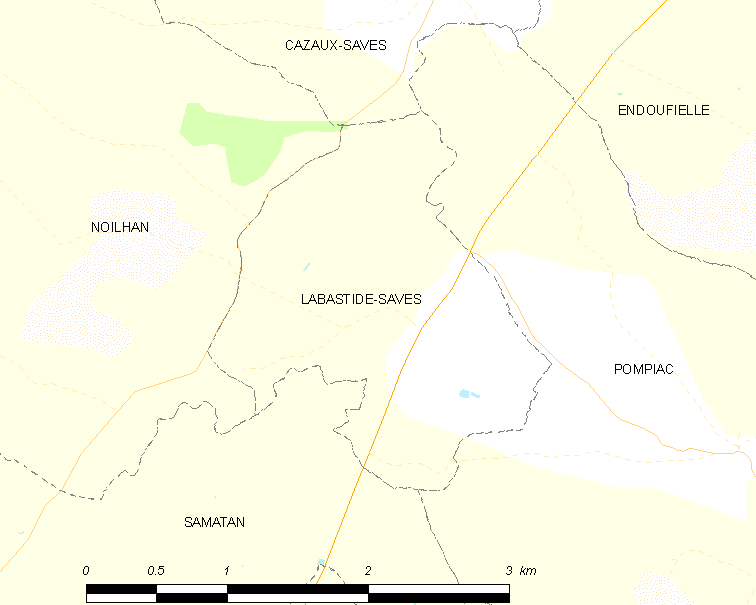
Карта коммуны

Коммуна расположена приблизительно в 610 км к югу от Парижа, в 39 км западнее Тулузы, в 35 км к юго-восточнее от Оша.
По территории коммуны протекает река Сав.

## Климат
Климат умеренно-океанический. Лето жаркое и немного дождливое, температура часто превышает 35 °С. Зимой часто бывает отрицательная температура и ночные заморозки. Годовое количество осадков — 700—900 мм.

## Население
Население коммуны на 2010 год составляло 134 человека.
| 1962 | 1968 | 1975 | 1982 | 1990 | 1999 | 2010 |
| ---- | ---- | ---- | ---- | ---- | ---- | ---- |
| 122  | 128  | 144  | 112  | 116  | 117  | 134  |

## Администрация
| Период | Период | Фамилия      | Партия | Примечания |
| ------ | ------ | ------------ | ------ | ---------- |
| 2001   | 2020   | Тьерри Ревей |        |            |

## Экономика
В 2010 году среди 80 человек трудоспособного возраста (15-64 лет) 61 были экономически активными, 19 — неактивными (показатель активности — 76,3 %, в 1999 году было 65,8 %). Из 61 активных жителей работали 57 человек (29 мужчин и 28 женщин), безработных было 4 (3 мужчин и 1 женщина). Среди 19 неактивных 6 человек были учениками или студентами, 8 — пенсионерами, 5 были неактивными по другим причинам.